# Octave Bélanger
Pour les articles homonymes, voir Bélanger.
Louis Joseph Octave Bélanger, né le 20 juin 1886 à Montréal et mort le 4 décembre 1972 dans cette même ville, est un peintre québécois.

## Biographie

### Débuts
Louis-Joseph Octave Bélanger est né à Montréal le 20 juin 1886. Il est le fils unique de Joséphine Richard et d'Octave Bélanger senior, un industriel originaire de Lotbinière. L’entreprise familiale, la Fonderie Jacques-Cartier, était établie au 1580, rue Amherst à Montréal après avoir été sur la rue Jacques-Cartier près de la rue Notre-Dame pendant plusieurs années. Selon le journal La Patrie, c’était une entreprise importante qui pouvait fabriquer jusqu’à 1 000 poêles et fournaises par année, en plus de divers objets en fonte, tels que des bancs de parc, des colonnes et des bouches d’égout.

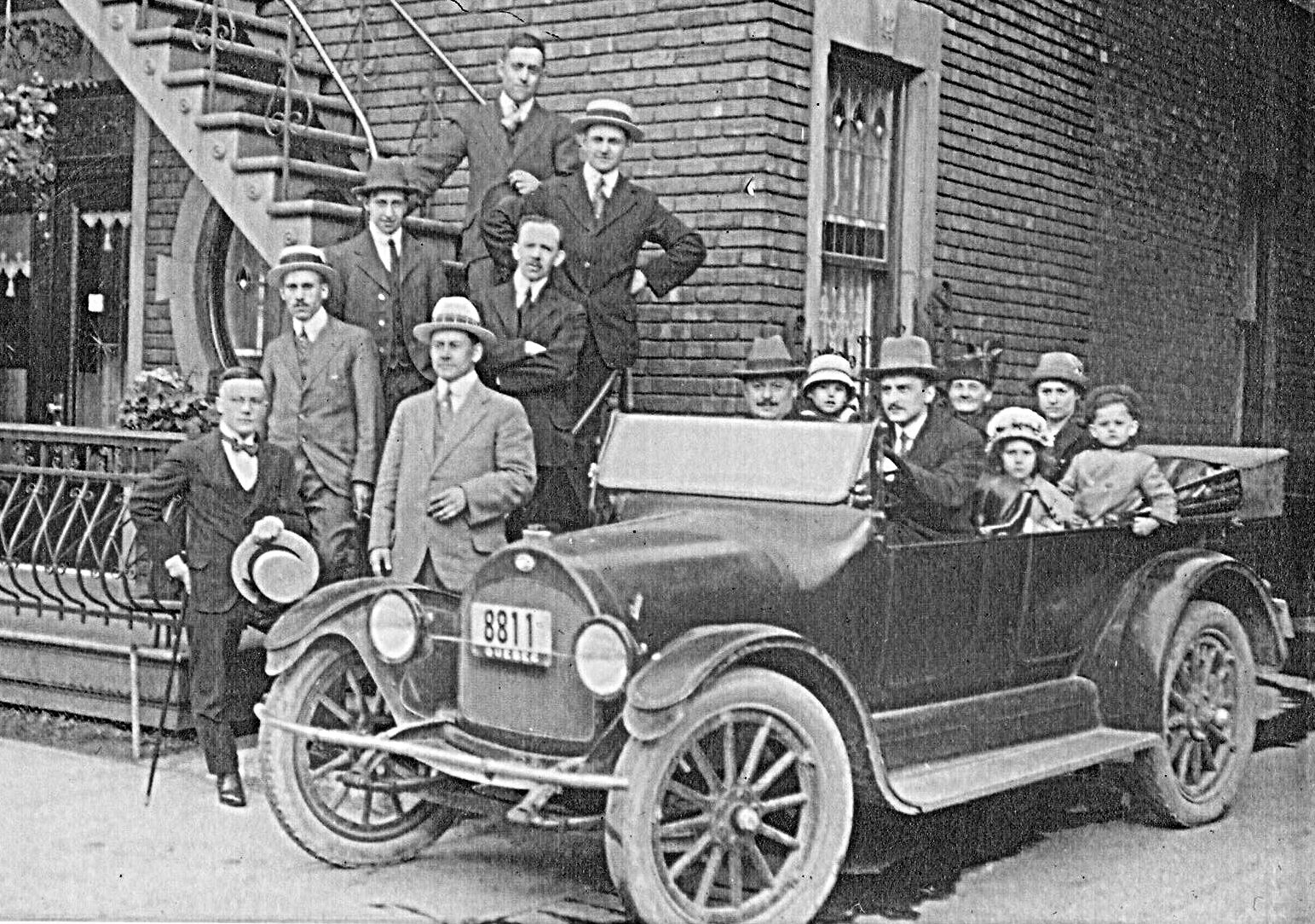
Automobile fabriquée en 1918 par Octave Bélanger père, à la Fonderie Jacques Cartier, située au 1580 rue Amherst à Montréal. Octave Bélanger père était le propriétaire de l'entreprise. Au volant, Octave Bélanger fils; à ses côtés, Octave Bélanger père; debout à l'arrière entre les deux Octave Bélanger, Maurice Bélanger, fils d'Octave Bélanger fils et à droite Lucile Bélanger, fille d'Octave Bélanger fils; sur le siège arrière à gauche, Sophronie Renaud, épouse d'Octave Bélanger père; à ses côtés Juliette Guillemette, épouse d'Octave Bélanger fils; à ses côtés Guy Bélanger, fils d'Octave Bélanger fils.

En 1918, la fonderie fabriqua même une automobile qui portait le numéro d’immatriculation 8811. Selon Guy Bélanger, le fils d'Octave Bélanger, le bloc-moteur aurait été coulé à la fonderie, puis usiné aux ateliers Bourassa, situés sur la rue Ontario Est, en face du chantier maritime Canadian Vickers. Le capitonnage de la voiture était en cuir rouge de Russie.
Octave Bélanger père, qui ne conduisait pas sa voiture lui-même, semblait néanmoins très fier de son automobile. Le journal La Presse rapporte qu’il fut un des premiers à effectuer le trajet Montréal-Lotbinière par la route en une seule journée.
L’entreprise était prospère et la famille Bélanger vivait confortablement installée dans une résidence cossue de la rue Saint-Hubert. Octave Bélanger commença ses études à l’école Montcalm, située au coin des rues Saint-Hubert et De Montigny.

### Études
À l’âge de 14 ans, il suit des cours du soir de moulage, de dessin et d’architecture. Ces cours sont offerts à l'école du Conseil des Arts et Manufactures  ainsi qu’au Monument-National. De 1900 à 1913, Octave Bélanger étudie avec Edmond Dyonnet, Joseph-Charles Franchère, Joseph Saint-Charles et Jobson Paradis. Au cours de cette période, il remporte des médailles de premier prix en dessin, en architecture et en modelage. De 1913 à 1921, il poursuit ses études sous la direction de William Brymner, à l'Art Association of Montreal, devenu par la suite le Musée des beaux-arts de Montréal. Il y est boursier deux ans de suite. Le tableau Neige fondante à Mont-Rolland, qui fait partie de la collection du musée des beaux-arts du Québec, a été peint à cette époque.
Pendant plusieurs années, le peintre travaille à la fonderie. En 1910, il épouse Juliette Guillemette, avec qui il a quatre enfants. Au début de 1919, son père vend la fonderie tout en demeurant propriétaire du terrain et de l'immeuble. Il décède peu de temps après, le 6 mars 1919. Octave Bélanger décide alors de se consacrer entièrement à sa passion : la peinture.
En octobre 1921, la famille Bélanger embarque sur le Scandinavian, un paquebot de la Canadian Pacific Steamship, en direction de la France. Octave Bélanger, son épouse et leurs enfants Lucille, Maurice, Guy et Marcelle s’installent à Paris.
Pendant trois ans, le peintre suit les cours de l'Académie Julian, située au 31 rue du Dragon dans le VIe arrondissement ainsi que ceux de l’Académie Colarossi. À cette époque, l'Académie Julian, fondée en 1868, est un des établissements les plus réputés de Paris. Plus d’une quarantaine de peintres du Canada y suivent des cours, dont William Brymner, Wyatt Eaton, Marc-Aurèle de Foy Suzor-Coté, Paul Peel et James Wilson Morrice.
Au nombre des professeurs parisiens d’Octave Bélanger, sont les peintres Henri-Paul Royer, Jules Pagès, ainsi que les frères Paul-Albert Laurens et Jean-Pierre Laurens. Son travail est rapidement reconnu par ses maîtres. En 1922, l’Académie lui décerne un premier prix de composition.
En 1923, il expose une toile au Salon des artistes français au Grand Palais des Champs-Élysées. Il participe à nouveau à ce salon l’année suivante avec deux toiles : Au Luxembourg et L’entrée de Kerso, également appelé l’Arbre au feuillage argenté. Le tableau a, par la suite, été choisi pour participer au salon L’art contemporain français à Copenhague. Il fait partie de la collection du Musée national des Beaux-Arts du Québec.
Au cours de son séjour à Paris, Octave Bélanger se lie d’amitié avec le peintre Rodolphe Duguay et avec le caricaturiste J.-Arthur Lemay, qui suivent également les cours de l'Académie Julian. C'est à partir de la résidence louée par la famille Bélanger à Port-Louis, que les deux peintres parcourent ensemble la Bretagne, à la recherche de paysages dignes de leur talent. C'est d'ailleurs à Port-Louis qu'Octave Bélanger peint L'entrée de Kerso, un tableau inspiré de l'entrée du cimetière de cette ville.

### Retour à Montréal
Octave Bélanger souhaite poursuivre sa carrière de peintre en France. Son épouse le convainc toutefois de rentrer au Québec. La famille revient à Montréal en juillet 1924.
Pendant les années qui suivent, Octave Bélanger se consacre entièrement à son art dans un atelier qu'il a fait construire derrière sa maison au 4073 de la rue Saint-Hubert et qui donne sur la petite rue Saint Christophe.

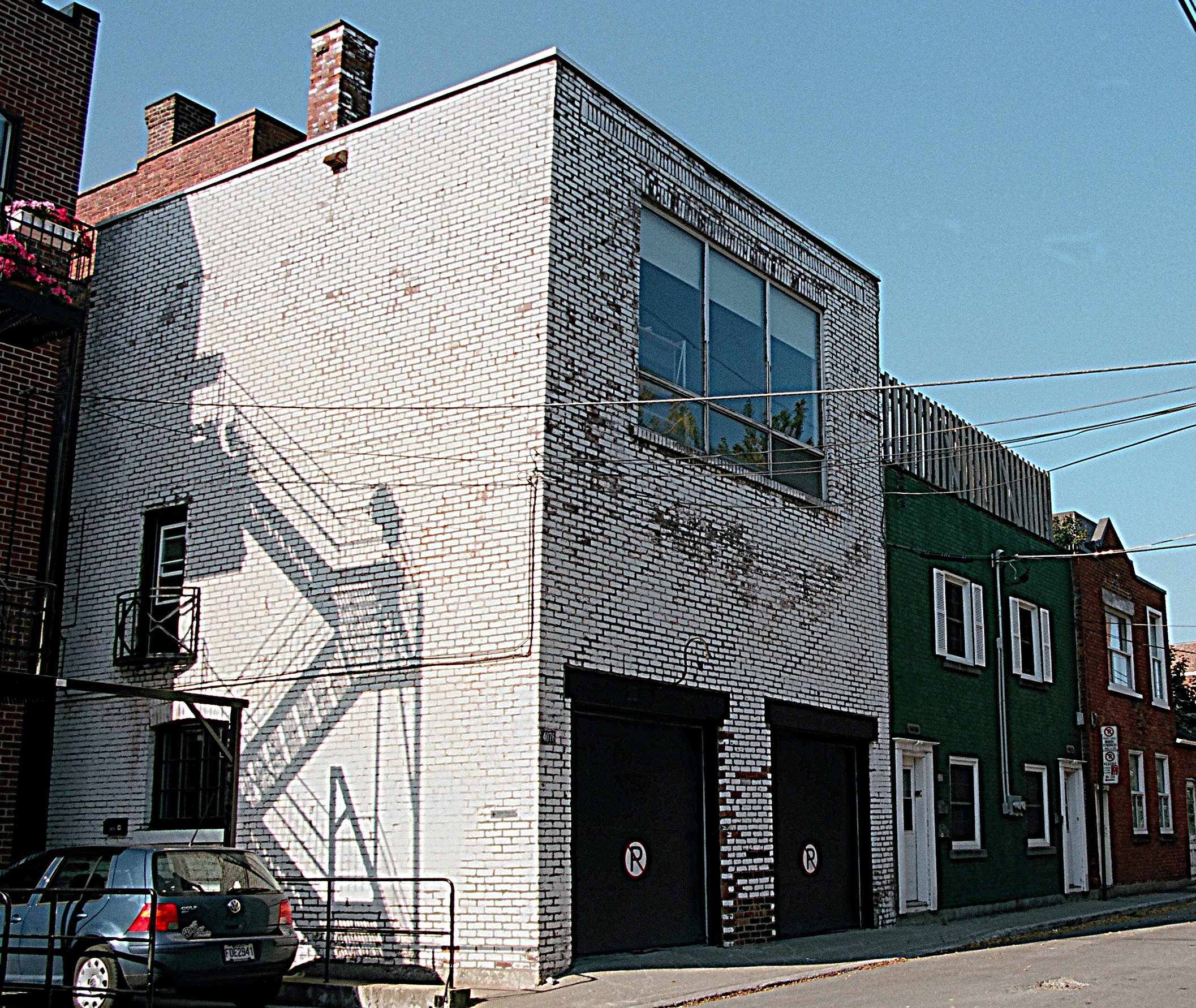
Atelier d'Octave Bélanger sur la rue Saint-Christophe.

À compter de 1925, Octave Bélanger participe à plusieurs expositions à Montréal. En 1925 et 1929, certains de ses tableaux font partie de l'exposition de l'Académie royale des arts du Canada. Il expose aussi à trois reprises à la bibliothèque Saint-Sulpice en novembre-décembre 1925, en février 1928 et en février 1929.
Selon le journal La Patrie, l'exposition de 1925, à la bibliothèque Saint-Sulpice, comporte plus de 80 œuvres. On y trouve notamment L'arbre au feuillage argenté. Parmi les autres tableaux, il y a Au Luxembourg, un tableau également présenté au Salon des artistes français en 1924 ainsi que Un coin du Luxembourg, un tableau acheté par le Musée des beaux arts de Montréal en 2008. L'exposition comporte également plusieurs paysages bretons peints durant les vacances de la famille Bélanger à Port-Louis.
Henri Letondal, le critique d'art du journal La Patrie, écrit au sujet de cette exposition : « Le grand désir du peintre, celui qu'il exprime dans chacune de ses œuvres, est de donner à la peinture un sens plus profond, plus original, plus neuf au sujet qu'il traite. Alors que d'autres s'appliquent à peindre le côté décoratif d'un paysage, d'une étude ou d'une nature morte, monsieur Bélanger pousse plus loin sa conception de la beauté, de la couleur et de la lumière. C'est ainsi que ses arbres sont teintés de gris et volontairement effacés, que ses personnages ne brisent pas l'harmonie de l'ensemble, que les valeurs sont biens comprises et ne se perdent pas en un coloris barbare. »
Au début de 1928, Octave Bélanger expose à la bibliothèque Saint-Sulpice une série de tableaux portant sur les thèmes de l'automne et de l'hiver. Le critique d'art de La Presse écrit à cette occasion : « Les toiles de M. Bélanger sont de merveilleux poèmes à la gloire de l’hiver. Elles sont toutes claires, toutes lumineuses, toutes chantantes. L’artiste a vu la merveilleuse beauté des montagnes couvertes de neige, il a compris tout ce qu’elles renferment de poésie et de grandeur; il a vibré au spectacle de ces énormes masses toutes chatoyantes de couleur et il les a rendues dans ses tableaux avec une maîtrise extraordinaire ».
Lors de l'exposition du mois de février 1929, à la bibliothèque Saint-Sulpice, le critique J.-René de Cotret, du journal Le Canada, écrit : « L'effort accompli par M. Octave Bélanger mérite d'être largement encouragé. Tout d'abord parce qu'il dénote chez l'artiste une ardeur au travail pour laquelle il faut le louer et ensuite parce que son exposition a une incontestable valeur. Nous engageons les amateurs à la visiter et à y prolonger leur séjour afin de bien l'étudier. Elle en vaut la peine ».
La gravure a occupé une place importante dans la carrière d'Octave Bélanger. Le Musée national des beaux-arts du Québec possède d'ailleurs plusieurs gravures d'Octave Bélanger. En 1926, il est choisi par le Canadien National pour illustrer le livre promotionnel La Grande Aventure écrit par Ernest Schenck. Il y contribue en produisant 40 gravures représentant des paysages du Canada. Beaucoup plus tard, durant les années soixante, il exposera ses œuvres à la Gare centrale de Montréal.

### L'Amherst Autodrome
Vers la fin de l’hiver 1928, la famille Bélanger emménage dans une vaste maison comportant quatre logements au 53, chemin de la Côte-Sainte-Catherine. En 1928, Octave Bélanger acheta également un terrain sur les rives du lac Labelle. Ce refuge joua un grand rôle dans sa carrière puisque les paysages de la région lui inspirèrent un très grand nombre de tableaux. Il conserva ce chalet et y passa ses étés jusqu’en 1967.
Octave Bélanger, qui ne souhaite pas s’occuper de la gestion de cette entreprise, en a confié la direction à un proche parent, Octave Ranger. Son fils, Guy Bélanger, très féru de mécanique, en devient le gérant du Service à la clientèle et y travailla 9 ans, avant de joindre les rangs de la Société Air Canada, en 1942. Il y fera carrière pendant 33 ans et en deviendra directeur du service d'inspection
.

### Le Chalet de la montagne

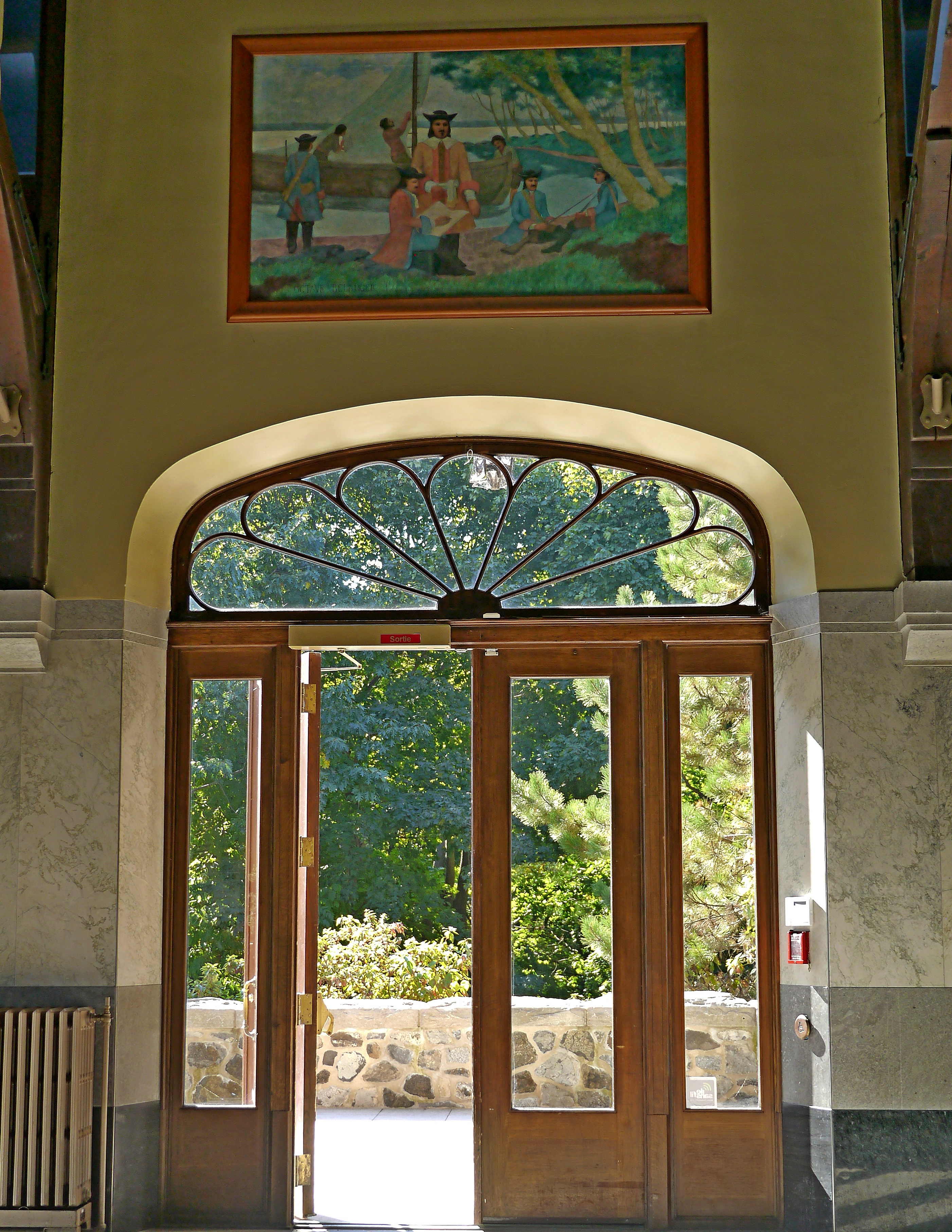
Tableau d'Octave Bélanger intitulé Champlain visite à nouveau le site de Montréal en 1611, exposé au Chalet du Mont-Royal.

En 1930, la Ville de Montréal décide de construire un chalet sur le mont Royal, dont une partie du coût doit être défrayée par des subventions fédérales, destinées à lutter contre le chômage. Ce chalet devait comporter une salle à manger pouvant accueillir un millier de personnes. Aristide Beaugrand-Champagne, l’architecte de ce projet, décide d’y intégrer de grands tableaux rappelant l’histoire de Montréal Pour réaliser ce projet, M. Beaugrand-Champagne recruta 13 peintres renommés, dont Octave Bélanger.
En 1931, l’artiste peint une grande toile intitulée Champlain visite à nouveau le site de Montréal en 1611, qui est accrochée aux murs du Chalet de la montagne au début de 1932. Le professeur d'art Laurier Lacroix écrit au sujet de ce tableau : « La manière de Bélanger est bien visible dans cette œuvre. L’artiste est connu pour sa palette claire. Ici, il utilise des tons pastel, des verts tendres et bleutés, des bleus et des orange clairs, des roses et des gris. La matière picturale est bien visible. Le ciel est traité avec une brosse déliée et large, les feuilles et le sol montrent une texture très accentuée ». Ce tableau appartient toujours à la collection de la ville de Montréal et il est exposé en permanence au Chalet du Mont-Royal. Octave Bélanger reçoit 400 $ pour cette œuvre.

### La crise
En 1929, la Crise frappe durement et dure plus longtemps que ce que tous les économistes avaient pu prévoir. Les affaires de l'Autodrome Amherst périclitent et Octave Bélanger doit  prendre en main la direction de l’entreprise afin de la maintenir à flot. Il cesse alors de peindre pendant plusieurs années, mais, comme il le dit lui-même, il se console en faisant de la photographie.
En 1942, la grande maison du Chemin Côte Sainte-Catherine devient un boulet financier et la famille s'installe dans un appartement plus petit au 4440 rue Kent à Montréal. On annule également les longues vacances à Sainte-Rose et on loue cette maison d'été. Octave Bélanger doit finalement se résoudre à fermer le garage en 1942 et à louer l'immeuble qui devient un entrepôt de matériel militaire. 
Octave Bélanger touche un creux en 1942 alors qu'il doit s'inscrire à l'assurance Chômage. Par la suite, il devient inspecteur pour la Commission des prix et du commerce en temps de guerre. À compter de 1943, il recommence toutefois à peindre
.

### L'après-guerre

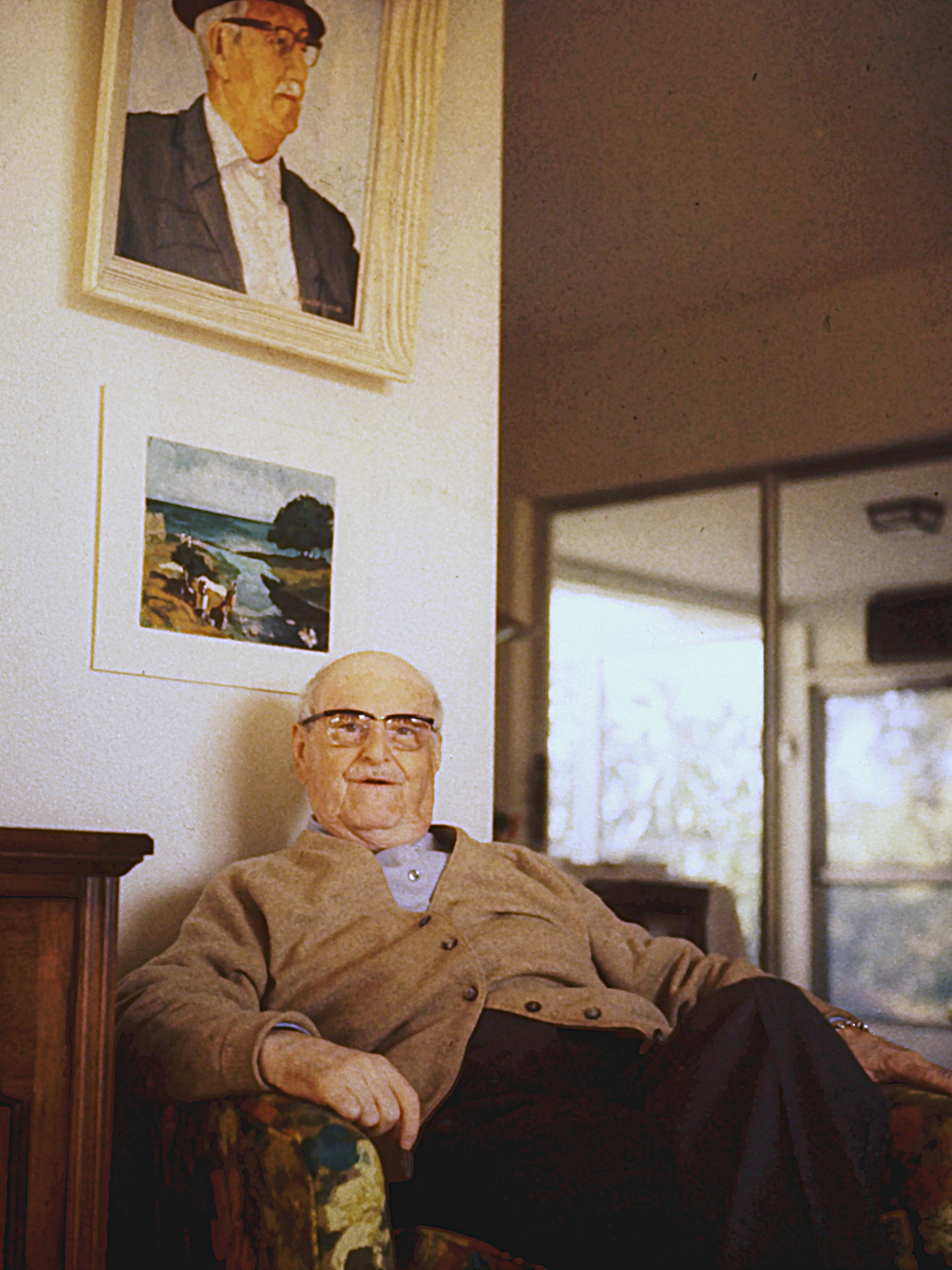
Octave Bélanger photographié à sa résidence de Tampa où il allait passer l'hiver au cours des dernières années de sa vie.

Juliette Guillemette, l'épouse d'Octave Bélanger, décède en 1948 des suites d'une longue maladie. Quelques années après ce tragique événement, Octave Bélanger entame une relation durable avec Alice Ouelette-Paré. Celle-ci le persuade de lui donner des cours de dessin et elle devient sa compagne à compter du début des années 1950. Ils vivent ensemble jusqu'au décès du peintre.
Durant les années cinquante et soixante, Octave Bélanger monte plusieurs expositions, notamment à la Galerie Morency de la rue Saint-Denis à Montréal. Cette galerie est très importante pour Octave Bélanger. Il a commencé à y exposer ses œuvre en 1926 et il y effectue sa dernière exposition en 1969. Au cours de ces années, il expose également dans des lieux publics comme la salle des pas perdus de la Gare centrale de Montréal ou le hall d'entrée de la place Ville-Marie.
Au cours des années cinquante et soixante, Octave Bélanger et Alice Ouelette-Paré effectuent de nombreux voyages dans le Sud de la France, à Menton, et en Martinique. Au cours de ses dernières années, Octave Bélanger et sa compagne partagent leur temps entre leur résidence de Montréal-Ouest et une petite maison à Tampa en Floride, l’hiver.
Octave Bélanger est mort à Montréal le 4 décembre 1972 à l'âge de 86 ans.

## Principales expositions

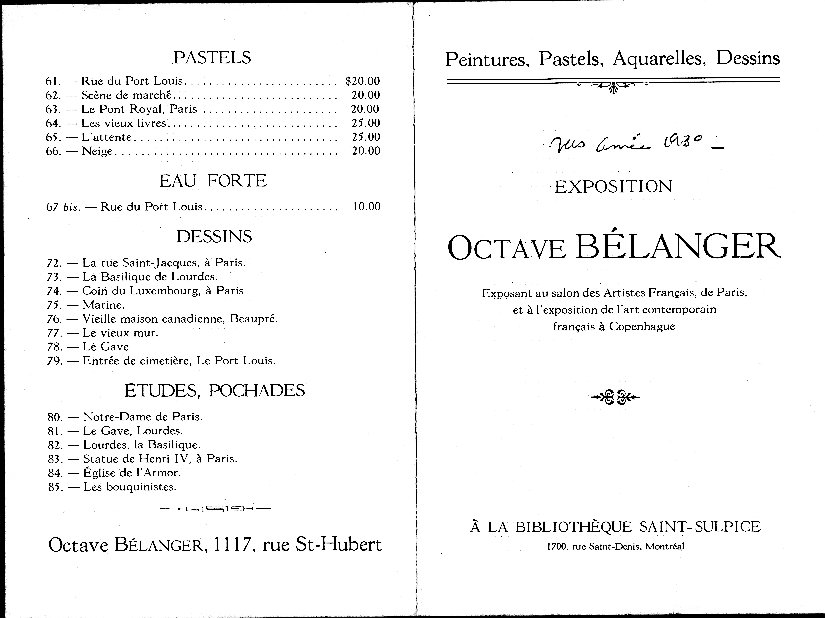
Catalogue de l'exposition du peintre Octave Bélanger à la bibliothèque Saint-Sulpice de Montréal vers 1929-1930; pages 1-4

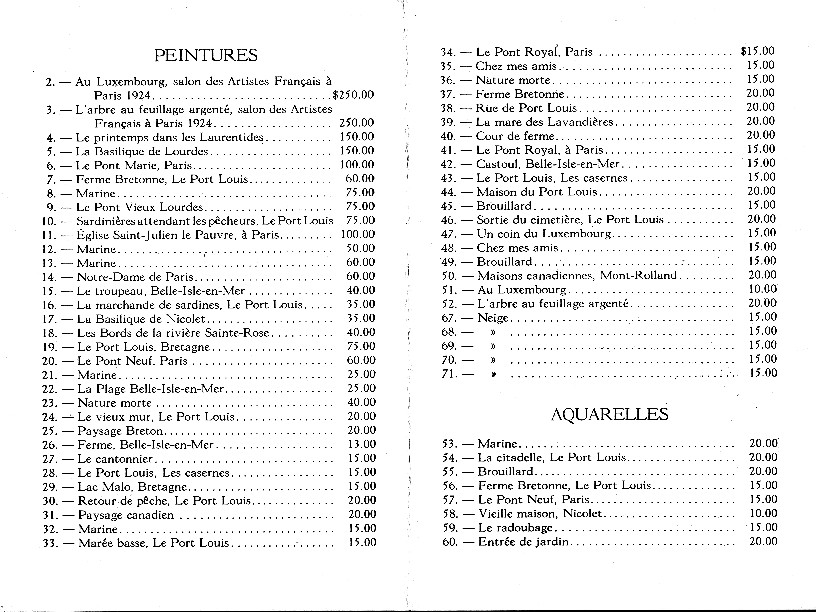
Page 3 et 4 du catalogue de l'exposition du peintre Octave Bélanger à la bibliothèque Saint-Sulpice de Montréal. Le peintre y expose notamment L'arbre au feuillage argenté qui appartient aujourd'hui au Musée national de Beaux-Arts du Québec.

- Montréal – Salon de l'Arts Association of Montreal, 1919, 1920, 1921, 1925, 1926, 1929, 1951, 1952.
- Paris – Salon des artistes français, 1923, 1924
- Paris – Mairie du 6e arrondissement, mars 1924
- Copenhague – Salon de l’Art contemporain français, octobre 1924
- Montréal – Académie Royale Canadienne, 1925, 1929 et 1951
- Montréal – Bibliothèque Saint-Sulpice, nov-décembre 1925; février 1928, mars 1929
- Montréal – Galerie Morency et Frères, de 1926 à 1970
- Montréal – Art club, mai 1926, avril 1956
- Montréal – Cinéma Impérial, avril 1932
- Chalet de la montagne, Montréal, exposition permanente, 1932-
- Montréal – Fine Art Gallery, magasin Eaton, mai 1929, janvier 1933
- Montréal – Gare centrale, mai 1963
- Hull – Galerie L’Estampe, avril 1984 et novembre 1986
- Farnham – Galerie Claude Neveu, octobre-novembre 2007.

## Musées
- Musée des beaux-arts de Montréal
- Musée national des beaux-arts du Québec[22], ville de Québec
- Musée Pierre-Boucher
- Univers culturel Saint-Sulpice